# وادي بن علي (الشغادرة)

تعديل مصدري - تعديل

وادي بن علي هي إحدى قرى عزلة قلعة حميد بمديرية الشغادرة التابعة لمحافظة حجة، بلغ تعداد سكانها 165 نسمة حسب تعداد اليمن لعام 2004.